# یاکوولف ام‌اس-۲۱

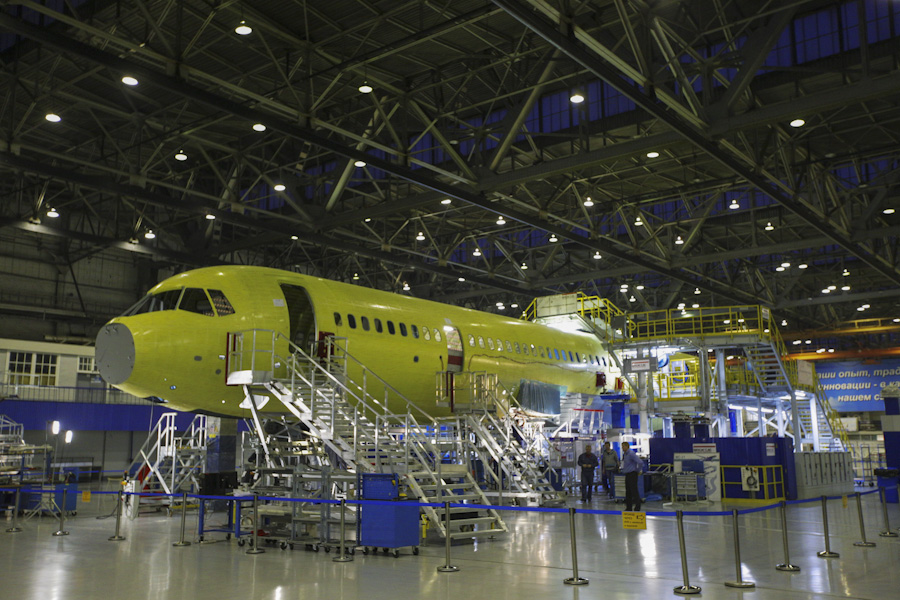
سرهم‌کردن نخستین پیش‌نمونه در سال ۲۰۱۶

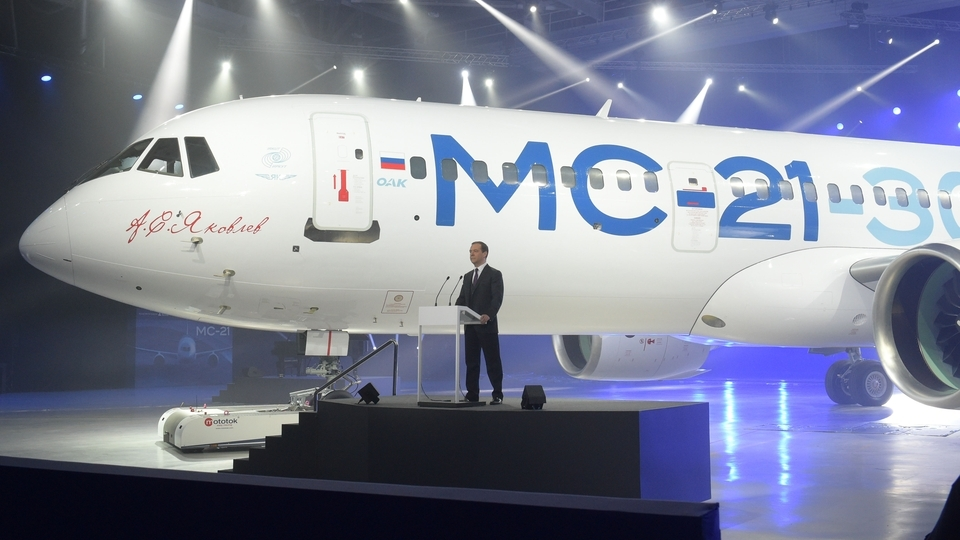
معرفی توسط دمیتری مدودف در سال ۲۰۱۶

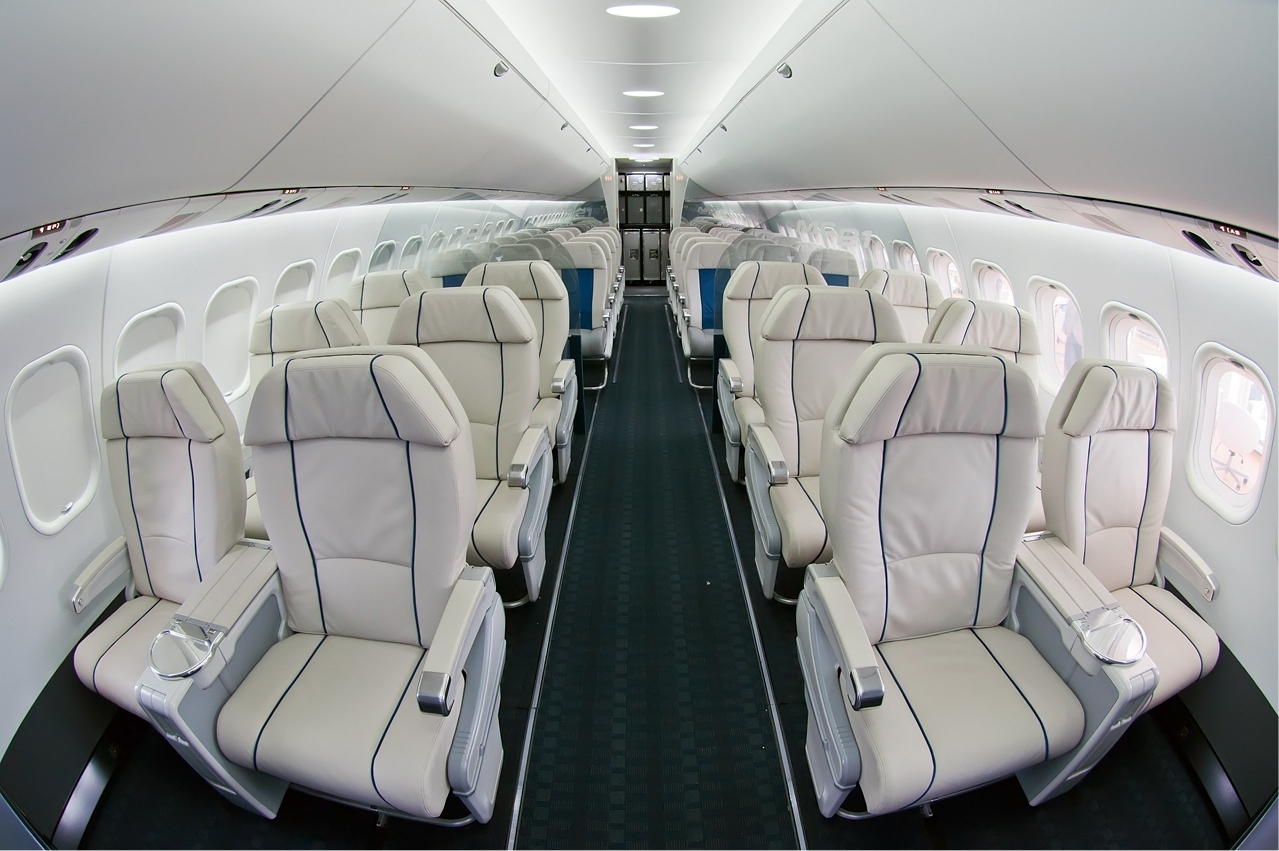
کابین مسافران در پیش‌نمونه

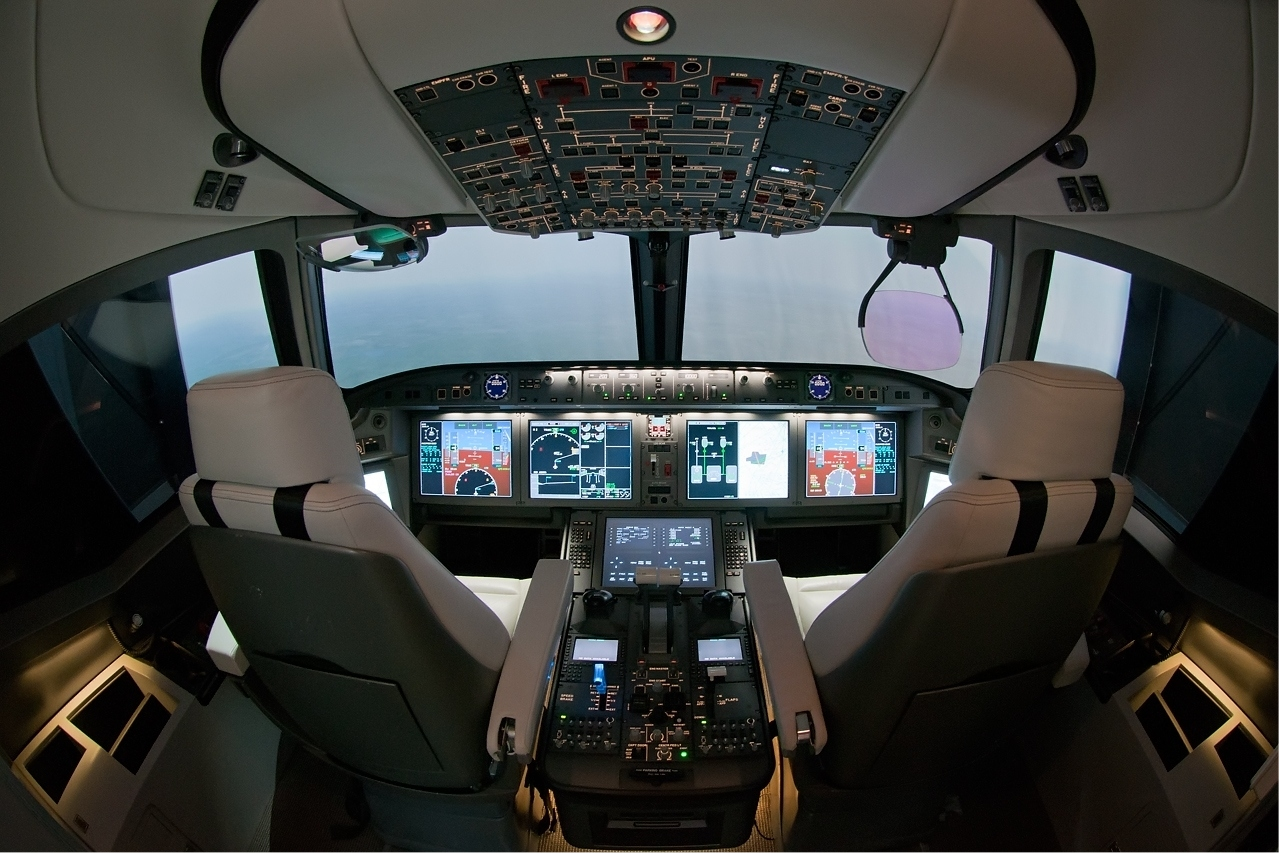
کابین خلبانان در پیش‌نمونه

یاکوولِف ام‌اس-۲۱ (به روسی: Яковлев МС-21) یک هواپیمای مسافربری باریک‌پیکر دوموتوره درحال توسعه در شرکت یاکوولف یکی از زیرمجموعه‌های یونایتد ایرکرفت کورپوریشن روسیه است. توسعه این هواپیمای مسافربری در سال ۲۰۰۶ میلادی آغاز شد و تا سال ۲۰۱۱ ادامه پیدا کرد ولی در سال ۲۰۱۱ متوقف شد. پس از یک سال تأخیر، برنامه‌ای برای توسعهٔ این هواپیما از سال ۲۰۱۲ تا ۲۰۲۰ چیده شد. ام‌اس-۲۱ مدل ۳۰۰ در سال ۲۰۱۷ نخستین پرواز خود را انجام داد. بدنهٔ این هواپیما از جنس فیبر کربن پلیمری ساخته شده‌است و می‌تواند از دو موتور آمریکایی پی‌دابلیو۱۰۰۰جی یا دو موتور روسی پی‌دی-۱۴ بهره ببرد. ام‌اس-۲۱ مدل ۳۰۰ ظرفیت ۱۳۲ تا ۱۶۳ نفر را دارد که در دو کلاس ارائه می‌شود. همچنین کلاس دیگری با گنجایش ۱۶۵ تا ۲۱۱ مسافر موجود است. برد ام‌اس- ۲۱ مدل ۳۰۰ برابر با ۶۰۰۰ تا ۶۴۰۰ کیلومتر است و همچنین یک مدل کوتاه‌تر با نام ام‌اس-۲۱ مدل ۲۰۰ نیز وجود دارد که گنجایش مسافران کمتری دارد. تا سال ۲۰۱۸ میلادی، ۱۷۵ سفارش قطعی و ۱۵۰ تمایل برای خرید این هواپیما ارائه شده‌است. خط تولید این هواپیما توان تولید ۲۰ فروند در سال را داراست. سوخو در پی آن است که سرعت خط تولید را به ۷۲ فروند در سال برساند ولی این روند به دلیل تحریم‌های آمریکا مربوط به موتور آمریکایی به تعویق افتاده‌است. تحویل هواپیماها به همهٔ مشتریان از سال ۲۰۲۱ میلادی آغاز خواهد شد.

## نامگذاری
نام این هواپیما (به روسی: Magistralny Samolyot 21 veka) به معنای هواپیمای اصلی قرن ۲۱ است.

## فرایند توسعه

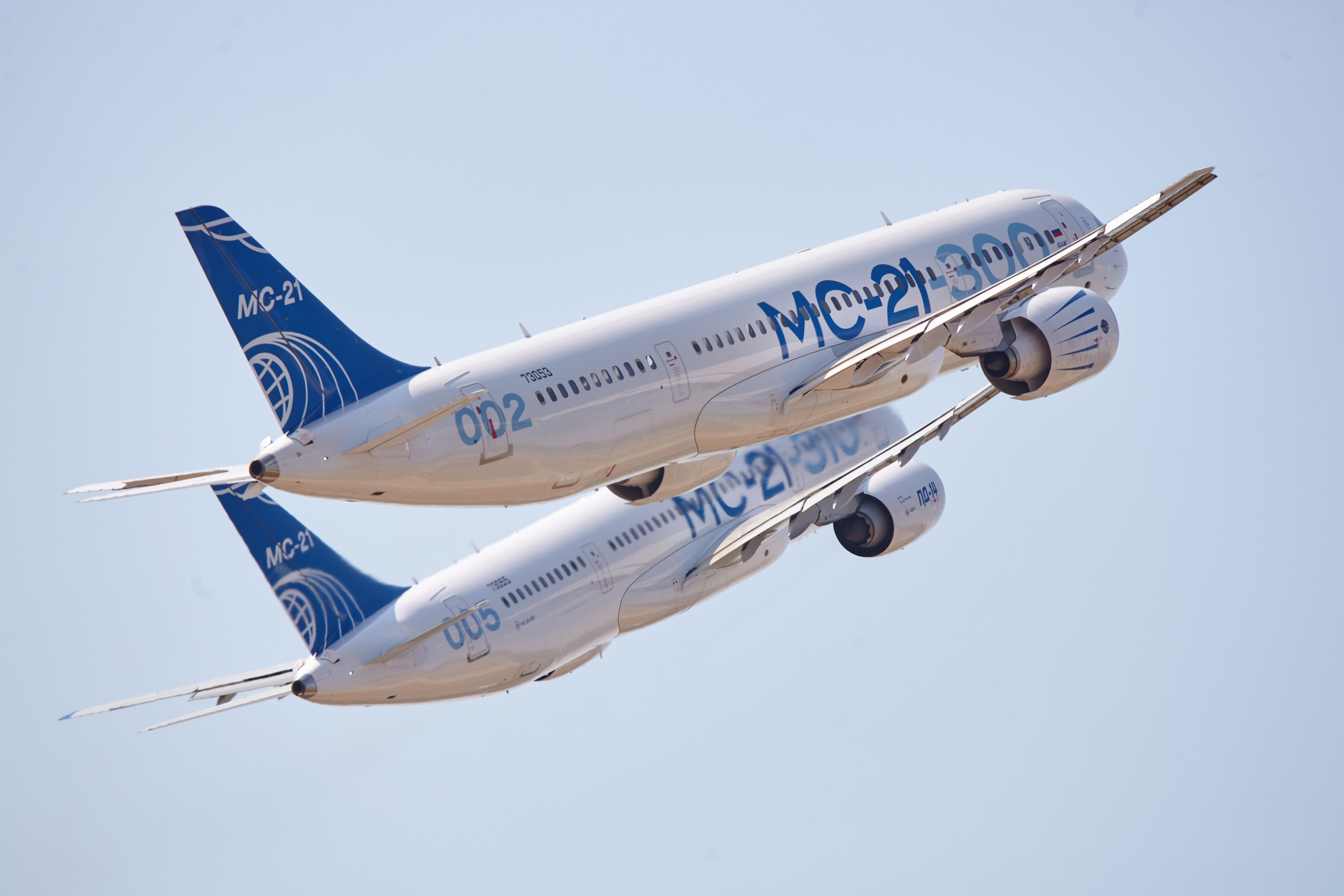
ایرکوتMC-21 با موتورهای PW1000G و PD-14

در سال ۲۰۰۶ میلادی، شرکت «یونایتد ایرکرفت کورپوریشن» روسیه تصمیم گرفت تا یک هواپیمای مسافربری با ظرفیت ۱۳۰ تا ۱۷۰ نفر بسازد که برد آن به طور کمینه، ۵۰۰۰ تا ۶۳۵۰ کیلومتر باشد تا کشور روسیه با این روش بتواند هواپیماهای مُسن خود ازجمله توپولِف-۱۳۴، توپولِف-۱۵۴، توپولِف-۲۰۴ و یاک-۴۲ را بازنشسته کند. پس از بررسی‌های اولیه، مشخصات این هواپیما به گونه‌ای انتخاب شد که ۲۰ تا ۲۵درصد بهینه‌تر از خانواده ایرباس ای۳۲۰ و بوئینگ ۷۳۷ ان‌جی باشد و همچنین ۱۵درصد سبک‌تر، ۲۰ درصد تعمیر و نگهداری آن ارزان‌تر و ۱۵درصد مصرف سوخت کمتری داشته باشد. همهٔ این اهداف تا سال ۲۰۱۸ برآورده شدند، بجز مصرف سوخت که تنها توانست ۱۰ درصد نسبت به دو رقیب کاهش پیدا کند.

فرایند توسعه در سال ۲۰۰۶ آغاز شد و تا سال ۲۰۱۱، مراحل پیش‌طراحی صنعتی به پایان رسید. سپس مراحل ساخت ماکت سه‌بعدی و نقاشی و طراحی بدنه آغاز شد و تا میانهٔ سال ۲۰۱۲ میلادی این مرحله نیز به پایان رسید. در سال ۲۰۱۶ درحالیکه تنها ۶ سال از آغاز پروژهٔ مدل ۳۰۰ گذشته بود، ۱۷۵ نام‌نویسی قطعی برای خرید این هواپیمای مسافربری ارزان ثبت شد. در اینصورت این هواپیما به بازار هواپیماهای باریک‌پیکر که امروزه در دست دو شرکت ایرباس و بوئینگ است خواهد پیوست. حمایت‌گرایی روسیه مانع از آن شده‌است که کشورهای غربی به بخشهای حیاتی این هواپیما دسترسی داشته باشند و بخشهای اصلی این هواپیما را بصورت بومی طراحی کرده‌است. از این رو، قیمت هواپیما بسیار ارزانتر از مدلهای مشابه فرانسوی و آمریکایی می‌باشد.

## آزمایش‌های تاکسی
۹۰درصد از آزمایش‌های زمینی این هواپیما در ماه‌های آغازین سال ۲۰۱۷ انجام شد ولی ناموفق بود. زیرا هرکدام از بال‌های هواپیما به ۲۵ کیلوگرم اسکلت برای تقویت نیاز داشتند. این تقویت برای هواپیماهای نوین ازجمله ایرباس ای۳۸۰، بوئینگ ۷۸۷ دریم‌لاینر و میتسوبیشی اسپیس‌جت یک امر طبیعی است تا بتوانند فشارهای بیش از اندازه و پیش‌بینی نشده را نیز تحمل کنند. تا میانهٔ سال ۲۰۱۷، این آزمایش‌ها نیز بدون آسیب دیدن بالها به پایان رسیدند. سپس آخرین آزمایش‌های تاکسی انجام شد و هواپیما با یک واحد توان کمکی به پرواز درآمد.

## نخستین پرواز
در ماه می سال ۲۰۱۷، نخستین پیش‌نمونه از ام‌اس-۲۱، نخستین پروازش را انجام داد. این هواپیما به مدت ۳۰ دقیقه در ارتفاع ۱۰۰۰ متری از سطح زمین با سرعت ۳۰۰ کیلومتر در ساعت پرواز کرد. در اکتبر سال ۲۰۱۷ نیز پرواز آزمایشی ۶ ساعته به طول ۴۵۰۰ کیلومتر در ارتفاع ۱۰هزار متری از سطح زمین انجام شد. همچنین پروازی سه ساعته در ارتفاع ۱۲هزار متری نیز به ثبت رسید. چهار فروند پیش‌نمونهٔ هواپیمای ام‌اس-۲۱ تا اوایل سال ۲۰۱۹ میلادی در مجموع ۱۲۲ پرواز آزمایشی را به ثبت رساندند.

## موتور
در سال ۲۰۰۹، موتور آمریکایی پی‌دابلیو۱۰۰۰جی با قدرت ۱۳۰ کیلونیوتون برای آزمایش‌های اولیه برگزیده شد. در سال ۲۰۱۸ نیز موتور روسی پی‌دی-۱۴ با دریافت گواهینامهٔ شایستگی از آژانس بین‌المللی هوانوردی، وارد فاز نهایی شد ولی به‌کارگیری آن تا سال ۲۰۲۰ به تعویق افتاده‌است. به گزارش مجلهٔ معتبر «اِیویئیشن ویک» دلیل این دیرکرد از جانب شرکت ایرکوت، تحریم‌های آمریکا بر روی موتور پی‌دابلیو۱۰۰۰جی بوده‌است.

## سامانه‌های الکترونیکی
در سال ۲۰۰۹ میلادی، شرکت چندملیتی آمریکایی یونایتد تکنالوجیز قراردادی به ارزش ۲٫۳ میلیارد دلار برای تأمین قطعات برق‌رسانی هواپیمای ام‌سی-۲۱ به مدت ۲۰ سال با شرکت یاکوولف بسته‌است. شرکت چندملیتی آمریکایی راک‌وِل نیز تأمین سامانه‌های اَویونیکی را برعهده دارد. این هواپیما دارای سامانهٔ هدایت پرواز برقی، سامانه هاد و کابین شیشه‌ای خلبان است. دو نوع واحد توان کمکی برای هواپیما درنظرگرفته شده‌است که یکی ساخت هانی‌وِل و دیگری ساخت اِروسیلا می‌باشد.

## گونه‌ها

### ام‌اس-۲۱ مدل ۳۰۰
مدل ۳۰۰ مدل اصلی و استاندارد است که با گنجایش ۱۶۳ مسافر در دو کلاس ارائه می‌شود و می‌توان گنجایش مسافران را برای مدل‌های اقتصادی تا ۲۱۱ نفر نیز افزایش داد. این مدل با ۲۱۱ نفر سرنشین، می‌تواند برد ۶۰۰۰ کیلومتر را بپیماید.

### ام‌اس-۲۱ مدل ۲۰۰
مدل ۲۰۰ مدل کوتاه‌تر شده از مدل اصلی است که گنجایش ۱۳۲ مسافر را دارد و می‌توان این گنجایش را تا بیشینهٔ ۱۶۳ نفر نیز افزایش داد. برد پیمایشی این مدل با ۱۶۳ مسافر به میزان ۶۴۰۰ کیلومتر است. تنها تفاوت این مدل با مدل اصلی، طول هواپیما است.

### پیشنهادی
مدل ۱۰۰ نیز پیشنهاد شد که درنهایت مورد پذیرش قرار نگرفت. زیرا پروژهٔ سوخو سوپرجت ۱۰۰، بجای آن پذیرفته شد. سوپرجت ۱۰۰ برای نیازهای ۸۷ تا ۱۰۸ نفره به کار می‌رود.

احتمال دارد مدلی از ام‌اس-۲۱ که گنجایش ۲۵۰ نفر را دارد، بطور مشترک در امارات متحده عربی تولید شود.

## سانحه‌ها
در ۱۸ ژانویه ۲۰۲۱ یک فروند پیش‌نمونه ام‌اس-۲۱ در باند فرودگاه رامنسکویه مسکو دچار سانحه شد که در این جریان کسی آسیب ندید.

## سفارش‌ها

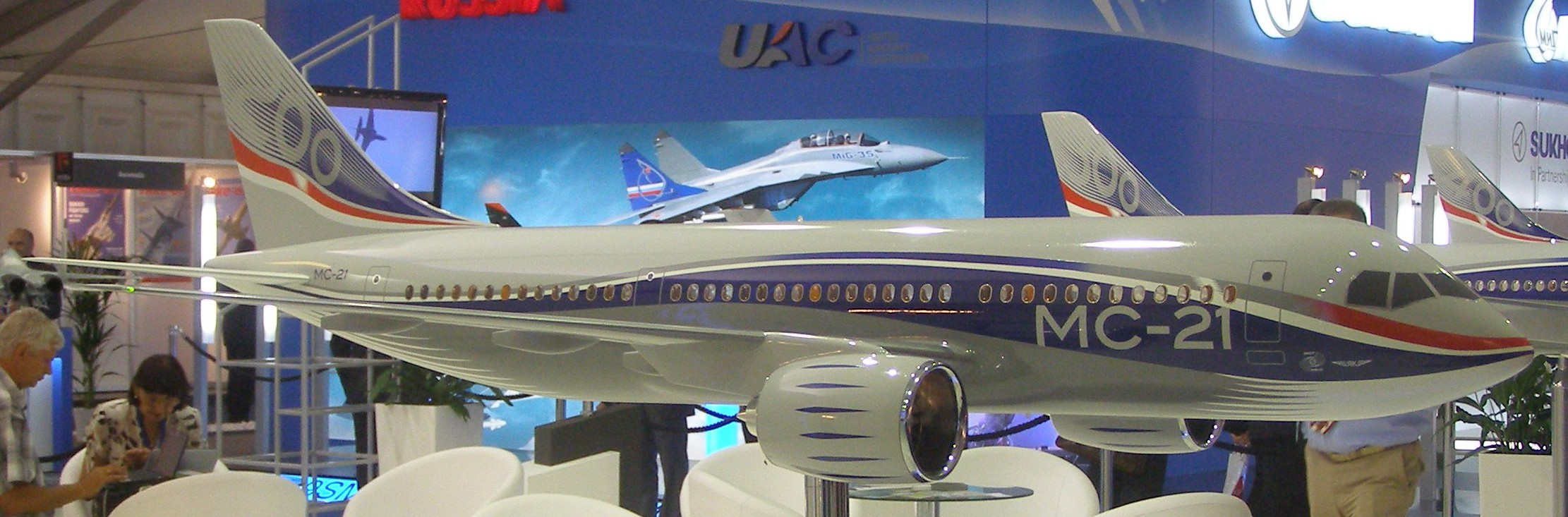
ماکت هواپیمای ام‌سی-۲۱ در نمایشگاه

| Date                        | Airline                    | EIS                      | Orders                   | Orders | Orders  | Orders |
| Date                        | Airline                    | EIS                      | -۲۰۰                     | -۳۰۰   | Options | Total  |
| --------------------------- | -------------------------- | ------------------------ | ------------------------ | ------ | ------- | ------ |
| 21 Jul 2010                 | Nordwind Airlines          | TBA                      | —                        | ۳      | ۲       | ۵      |
| 21 Jul 2010                 | VEB Leasing                | TBA                      | —                        | ۳۰     | ۳۰      | ۶۰     |
| ۱ سپتامبر ۲۰۱۰              | Aeroflot                   | ۲۰۱۹                     | —                        | ۵۰     | —       | 50     |
| ۱۸ اوت ۲۰۱۱                 | Ilyushin Finance           | ۲۰۱۹                     | —                        | ۲۸     | ۲۲      | 50     |
| ۲۳ اوت ۲۰۱۱                 | Rostec                     | ۲۰۱۹                     | ۱۵                       | ۳۵     | ۳۵      | 85     |
| ۱۶ سپتامبر ۲۰۱۱             | IrAero                     | 2019                     | —                        | ۱۰     | ۱۰      | 20     |
| ۲۷ اوت ۲۰۱۳                 | Utair                      | TBA                      | —                        | ۱۰     | —       | 10     |
| ۲۹ اوت ۲۰۱۳                 | Sberbank Leasing           | ۲۰۱۹                     | —                        | ۲۰     | —       | 20     |
| ۳۰ اوت ۲۰۱۳                 | Red Wings Airlines         | ۲۰۱۹                     | —                        | ۱۶     | —       | 16     |
| ۸ ژوئن ۲۰۱۶                 | Azerbaijan Airlines        | ۲۰۱۹                     | —                        | ۱۰     | —       | 10     |
| 19 Jul 2017                 | Angara Airlines            | ۲۰۲۲                     | —                        | ۳      | —       | 3      |
| 19 Jul 2017                 | ALROSA                     | ۲۰۲۳                     | —                        | ۳      | ۳       | 6      |
| Total without duplicates    | Total without duplicates   | Total without duplicates | Total without duplicates | 175    | 175     | 175    |
| Letters of Intention signed |                            |                          |                          |        |         |        |
| ۱۱ نوامبر ۲۰۱۸              | Merpati Nusantara Airlines | 2020s                    | —                        | ۱۰+    | —       | 10     |
| ۳۰ اوت ۲۰۱۹                 | Yakutia Airlines           | TBA                      | —                        | ۵      | —       | 5      |

## سفارشهای لغو شده
| Date                        | Airline                             | EIS       | Orders | Orders | Orders  | Orders |
| Date                        | Airline                             | EIS       | -۲۰۰   | -۳۰۰   | Options | Total  |
| --------------------------- | ----------------------------------- | --------- | ------ | ------ | ------- | ------ |
| ۲۱ ژوئیه ۲۰۱۰               | الگو:Bandiera Crecom Burj Resources | ۲۰۱۶–۲۰۲۲ | 25     | 25     | 25      | 25     |
| ۶ اوت ۲۰۱۳                  | Transaero                           | ۲۰۲۰–۲۰۲۱ | —      | ۶      | —       | ۶      |
| ۹ سپتامبر ۲۰۱۵              | Cairo Aviation                      | TBA       | —      | ۶      | ۴       | 10     |
| 18 Jul 2017                 | VIM Airlines                        | ۲۰۲۱      | —      | ۱۵     | —       | 15     |
| 19 Jul 2017                 | Saratov Airlines                    | ۲۰۲۲      | —      | ۶      | —       | 6      |
| Letters of Intention signed |                                     |           |        |        |         |        |
| ۱۶ ژوئیه ۲۰۱۸               | Peruvian Airlines                   | ۲۰۲۱      | ۱۰     | —      | —       | 10     |
| ۳۰ اوت ۲۰۱۹                 | Bek Air                             | TBA       | —      | ۱۰     | —       | 10     |

## مشخصات

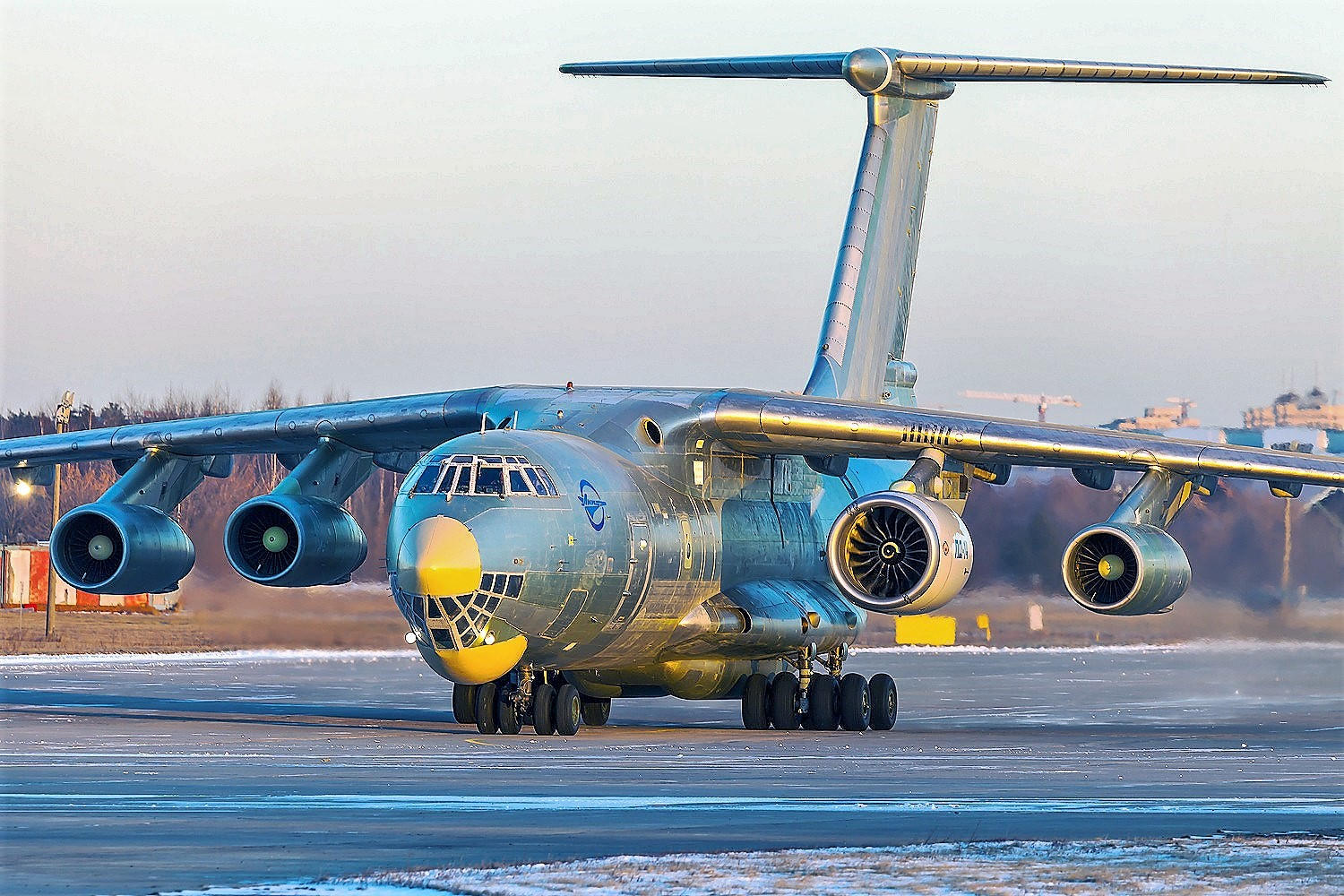
یک موتور پی‌دی-۱۴ درحال آزمایش است که به‌جای یکی از موتورهای ایلیوشین ایل-۷۶ نصب شده و ارزیابی می‌شود.

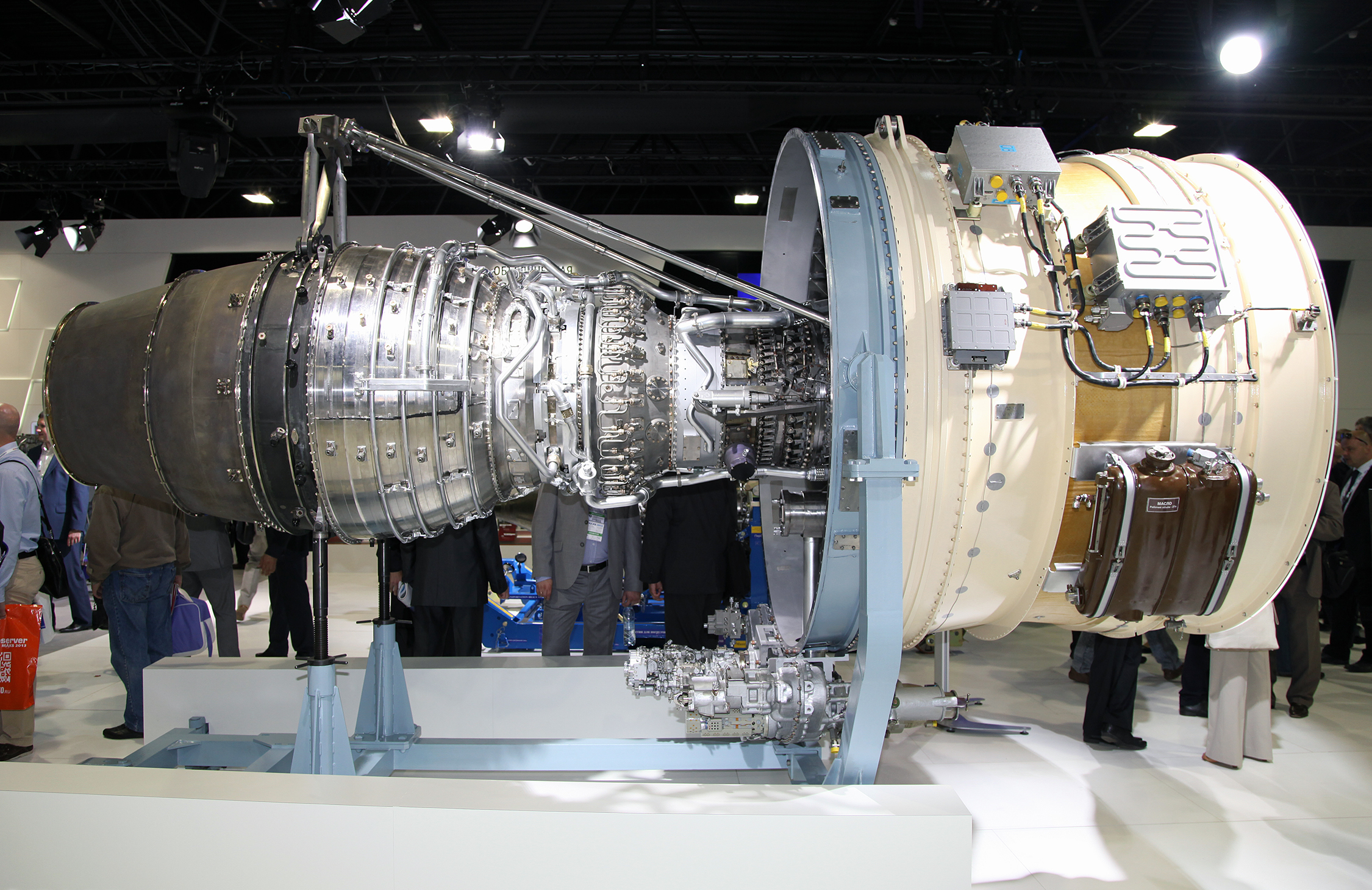
موتور پی‌دی-۱۴ در نمایشگاه ماکس روسیه در سال ۲۰۱۳.

| گونه‌ها                             | ام‌اس-۲۱ مدل ۲۰۰                                      | ام‌اس-۲۱ مدل ۳۰۰                                      |
| ---------------------------------- | ---------------------------------------------------- | ---------------------------------------------------- |
| شمار خلبانان                       | ۲                                                    | ۲                                                    |
| کلاس ۲ صندلی‌ها                     | 132 (12J + 120Y)                                     | 163 (16J + 147Y)                                     |
| کلاس ۱ صندلی‌ها                     | ۱۶۵ @ ۲۹–۲۸”                                         | ۲۱۱ @ ۲۹–۲۸”                                         |
| گنجایش بخش بار                     | ۳۴ متر مکعب (۱٬۲۰۰ فوت مکعب) - 5 LD3 -45             | ۴۹ متر مکعب (۱٬۷۰۰ فوت مکعب) - 9 LD3-45              |
| درازا (طول)                        | ۳۶٫۸ متر (۱۲۱ فوت)                                   | ۴۲٫۲ متر (۱۳۸ فوت)                                   |
| درازای بال‌ها                       | ۳۵٫۹ متر (۱۱۸ فوت)                                   | ۳۵٫۹ متر (۱۱۸ فوت)                                   |
| بلندا (ارتفاع)                     | ۱۱٫۵ متر (۳۸ فوت)                                    | ۱۱٫۵ متر (۳۸ فوت)                                    |
| پهنای بدنه (عرض)                   | ۴٫۰۶ متر (۱۳٫۳ فوت)                                  | ۴٫۰۶ متر (۱۳٫۳ فوت)                                  |
| پهنای کابین                        | ۳٫۸۱ متر (۱۲٫۵ فوت)                                  | ۳٫۸۱ متر (۱۲٫۵ فوت)                                  |
| بیشینهٔ وزن برخاستن هواپیما از باند | ۷۲٬۵۶۰ کیلوگرم (۱۵۹٬۹۷۰ پوند)                        | ۷۹٬۲۵۰ کیلوگرم (۱۷۴٬۷۲۰ پوند)                        |
| بیشینهٔ وزن فرود                    | ۶۳٬۱۰۰ کیلوگرم (۱۳۹٬۱۰۰ پوند)                        | ۶۹٬۱۰۰ کیلوگرم (۱۵۲٬۳۰۰ پوند)                        |
| بیشینهٔ وزن بار                     | ۱۸٬۹۰۰ کیلوگرم (۴۱٬۷۰۰ پوند)                         | ۲۲٬۶۰۰ کیلوگرم (۴۹٬۸۰۰ پوند)                         |
| گنجایش سوخت                        | ۲۰٬۴۰۰ کیلوگرم (۴۵٬۰۰۰ پوند)                         | ۲۰٬۴۰۰ کیلوگرم (۴۵٬۰۰۰ پوند)                         |
| توربوفن ۲×                         | آویگادویگاتل پی‌دی-۱۴ روسی یا پی‌دابلیو۱۰۰۰جی آمریکایی | آویگادویگاتل پی‌دی-۱۴ روسی یا پی‌دابلیو۱۰۰۰جی آمریکایی |
| بیشینهٔ رانش موتور ۲×               | PW1428G: ۲۸٬۰۰۰ پوند-نیرو (۱۲۰ کیلونیوتن)            | PW1431G: ۳۱٬۰۰۰ پوند-نیرو (۱۴۰ کیلونیوتن)            |
| برد پیمایشی                        | ۶٬۴۰۰ کیلومتر (۳٬۵۰۰ مایل دریایی)                    | ۶٬۰۰۰ کیلومتر (۳٬۲۰۰ مایل دریایی)                    |